# Fiat CR.20
Fiat CR.20 là một loại máy bay tiêm kích hai tầng cánh của Ý, được sử dụng trong thập niên 1920 và 1930.

## Biến thể
- CR.20 Idro.
- CR.20bis
- CR.20bisAQ
- CR.20 Asso
- CR.20B

## Quốc gia sử dụng
Áo
- Không quân Áo (1927-1938)

 Hungary
- Không quân Hungary

 Italy
- Regia Aeronautica

 Litva
 Paraguay
- Không quân Paraguay

 Ba Lan
 Tây Ban Nha
- Không quân Tây Ban Nha

 Liên Xô
- Không quân Liên Xô

## Tính năng kỹ chiến thuật (CR.20)
Dữ liệu lấy từ The Complete Book of Fighters 
Đặc điểm tổng quát
- Kíp lái: 1
- Chiều dài: 6,70 m (21 ft 11¾ in)
- Sải cánh: 9,80 m (32 ft 1¾ in)
- Chiều cao: 2,75 m (9 ft 0 in)
- Diện tích cánh: 25,65 m² (276,1 ft²)
- Trọng lượng rỗng: 980 kg (2.160 lb)
- Trọng lượng có tải: 1.400 kg (3.068 lb)
- Động cơ: 1 × Fiat A.20, 331 kW (420 hp)

 Hiệu suất bay 
- Vận tốc cực đại: 270 km/h (146 knot, 168 mph)
- Tầm bay: 750 km[2] (460 m)
- Thời gian bay: 3 giờ
- Trần bay: 7.500 m[3] (24.600 ft)

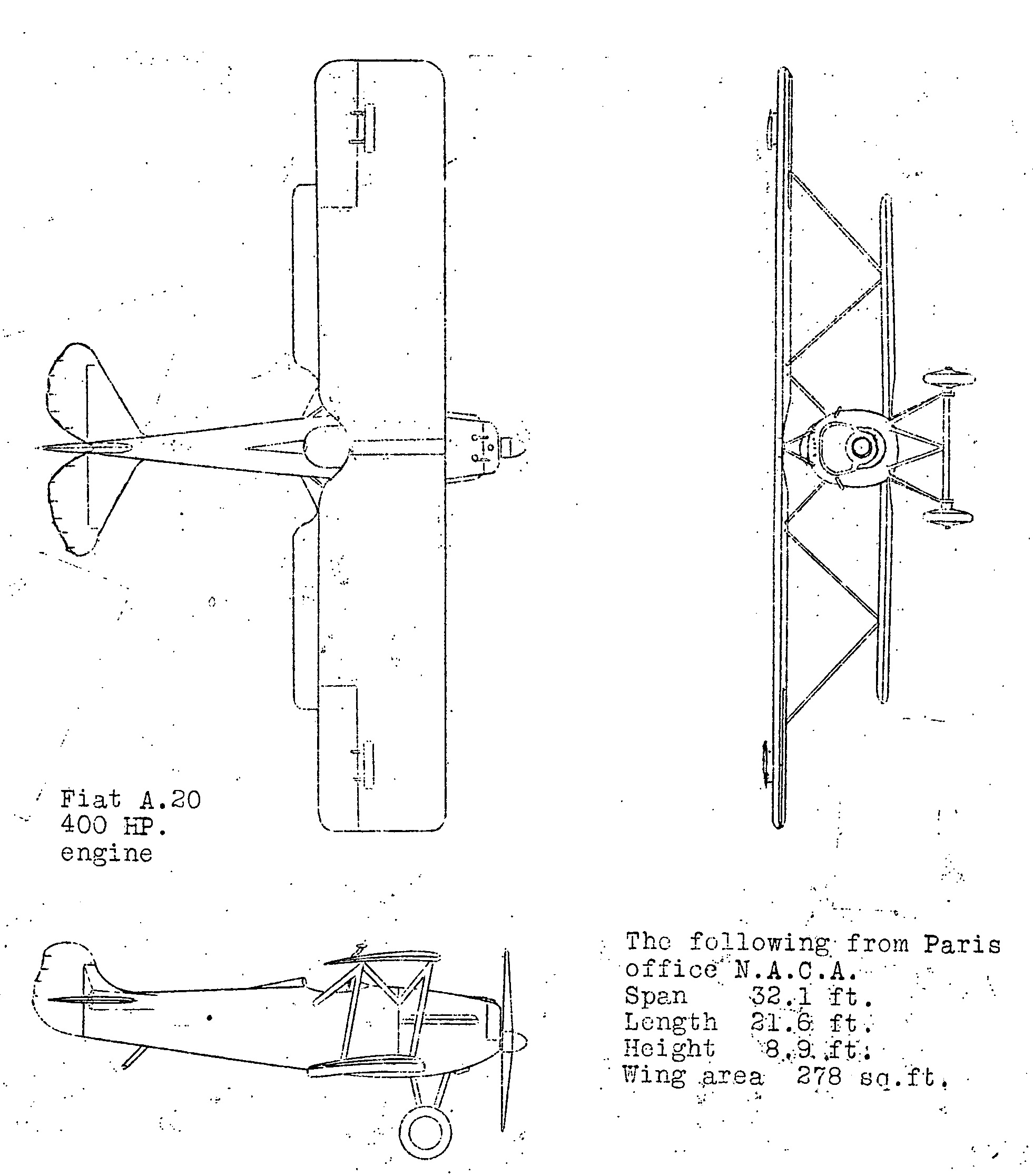
Fiat CR.20

- Leo lên độ cao 5.000 m (16.400 ft): 13,62 phút

Trang bị vũ khí

- Súng: 2 × súng máy 7,7 mm (.303 in)